# Ivanovci, Moravske Toplice
Ivanovci este o localitate din comuna Moravske Toplice, Slovenia, cu o populație de 131 de locuitori.